# Слуква сулавеська
Слуква сулавеська (Scolopax celebensis) — вид прибережних птахів родини баранцевих (Scolopacidae).

## Поширення
Ендемік індонезійського острова Сулавесі. Живе в гірських лісах, від 1700 до 2300 м над рівнем моря, і рідкісний у нижчих районах.

## Опис
Кулик середнього розміру. Він більший і темніший за слукву лісову, але з дрібними червонуватими плямами.